# Rukkelingen-Loon
Rukkelingen-Loon (Frans: Roclenge-Looz, Waals: Roclindje-Lô) is een dorp in de Belgische provincie Limburg en een deelgemeente van Heers, het was een zelfstandige gemeente tot aan de gemeentelijke herindeling van 1971.

## Etymologie
Omstreeks 1030 vond de oudste vermelding plaats: Rocheleuenges. Het gaat om een eigennaam, wellicht Hrukko, met het -ingen achtervoegsel: huis van. De Franstaligen spreken van Roclenge, wat een rechtstreekse verbastering is van Rocheleuenges. Er bestaat echter, op enige afstand, ook een Waals Roclenge-sur-Geer (Rukkelingen-aan-de-Jeker). Rukkelingen-Loon verwijst dus, ter onderscheid, naar het Rukkelingen in het Graafschap Loon.

## Geschiedenis
Er werden prehistorische overblijfselen gevonden op de locatie Aerklave Benekens.
In de Middeleeuwen was Rukkelingen aanvankelijk in bezit van de Graven van Loon, in 1366 geannexeerd door het Prinsbisdom Luik. In 1619 werd Rukkelingen als heerlijkheid uitgegeven aan Michel de Borchgrave. Het geslacht De Borchgrave d'Altena blijft verder heer van Rukkelingen, totdat het ancien régime omstreeks 1795 wordt afgeschaft.
De Sint-Quirinuskerk was aanvankelijk afhankelijk van de parochie van Mechelen-Bovelingen, en werd in 1213 een zelfstandige parochie. In 1236 kwam het patronaatsrecht aan de Abdij van Averbode.De kanunnikenkapittels van Tongeren en Borgloon deelden de tienden. In 1498 werd de parochie samengevoegd met die van Batsheers.
Rukkelingen-Loon is een Haspengouws landbouwdorp zonder enige industrie. Voor 1971 was Rukkelingen-Loon een zelfstandige gemeente. Van 1971 tot 1977 vormde het samen met Mechelen-Bovelingen de gemeente Bovelingen. Daarna werd het een deelgemeente van Heers.

## Demografische ontwikkeling
- Bronnen:NIS, Opm:1831 tot en met 1961=volkstellingen

## Bezienswaardigheden
- De Sint Quirinuskerk van Rukkelingen-Loon ligt centraal in het dorp en is gebouwd van 1839-1842 naar het ontwerp van Architect L.Jaminé van Hasselt. De kerk werd in 2007 gerenoveerd.
- Oude grafstenen aan de kerk van Rukkelingen-Loon (1753 en 1650).
- Enkele merkwaardige boerderijen.
- Beschermd Clerinx-orgel, 1847.
- De patroonheilige wordt in Rukkelingen-Loon vereerd tegen oogpijn. Op het altaartafel staat een kommetje doordrenkt gewijd water,voor de behandelingen van ogen.
- Witgeschilderd houten Maria beeld uit de 18de eeuw.

## Natuur en landschap
Rukkelingen-Loon heeft een oppervlakte van 388 hectare en ligt op 94 m boven de zeespiegel. 
Rukkelingen-Loon ligt in droog-Haspengouw. Op het plateau is een open landschap. De hoogte varieert van 105 tot 130 meter. Nabij de taalgrens, in het zuiden van de deelgemeente, ontspringt de Herk, die hier Kleine Herk heet en in noordelijke richting stroomt. Nabij de taalgrens liggen enkele bossen die overblijfselen zijn van het domein van het Kasteel van Bovelingen.
- Het Hornebos in Rukkelingen-Loon werd een drietal jaar geleden opengesteld voor het publiek. Dit is een uniek moerasbos waar zich ook enkele bronnen van de Peterkerebrukensloop bevinden, een riviertje dat in de Herk uitmondt. Een hoger gelegen deel van het bos geeft een overzicht over het Haspengouwse landschap. Bij mooi weer kan men tot Genk zien, en het is een waardevolle uitkijkpost om roofvogels te bestuderen.
- Het Koubergsbos of Kabergenbos, tussen Rukkelingen-Loon en Batsheers, is een overblijfsel van een vroegmiddeleeuws bosbestand.
- De Watergroep heeft in Rukkelingen-Loon een belangrijk pompstation voor drinkwater. Dit leidt echter tot verdroging van de omgeving.

## Trivia
- In de Sweetstraat in Rukkelingen-Loon bevindt zich het huis van Elisabeth uit de bekende VRT serie "Katarakt". Dit huis deed voorheen dienst als pastorij.

## Nabijgelegen kernen
Mechelen-Bovelingen, Batsheers, Liek, Borgworm, Bettenhoven, Hasselbroek